# Тюк шерсти

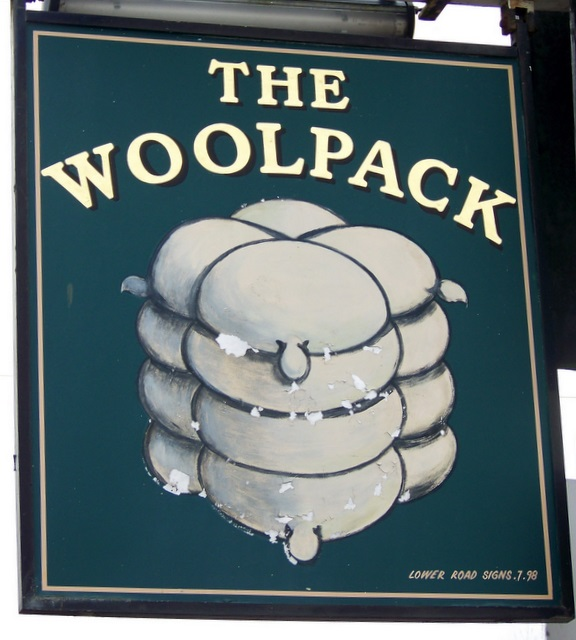
Вывеска паба «Woolpack», Фишборн (Западный Сассекс), с изображением исторической формы тюка шерсти

Тюк шерсти (англ. Wool bale) — упаковка классифицированной шерсти, спрессованная механическим способом с помощью пресса для шерсти. По стандартам стран Содружества — это требуемый правилами способ упаковки шерсти, чтобы сохранить ее незагрязнённой и легко идентифицируемой. Тюк шерсти также является стандартной торговой единицей для шерсти на оптовых национальных и международных рынках.
Минимальный вес тюка составляет 120 килограммов (260 фунтов) по состоянию на январь 2016 года.

## Прессование

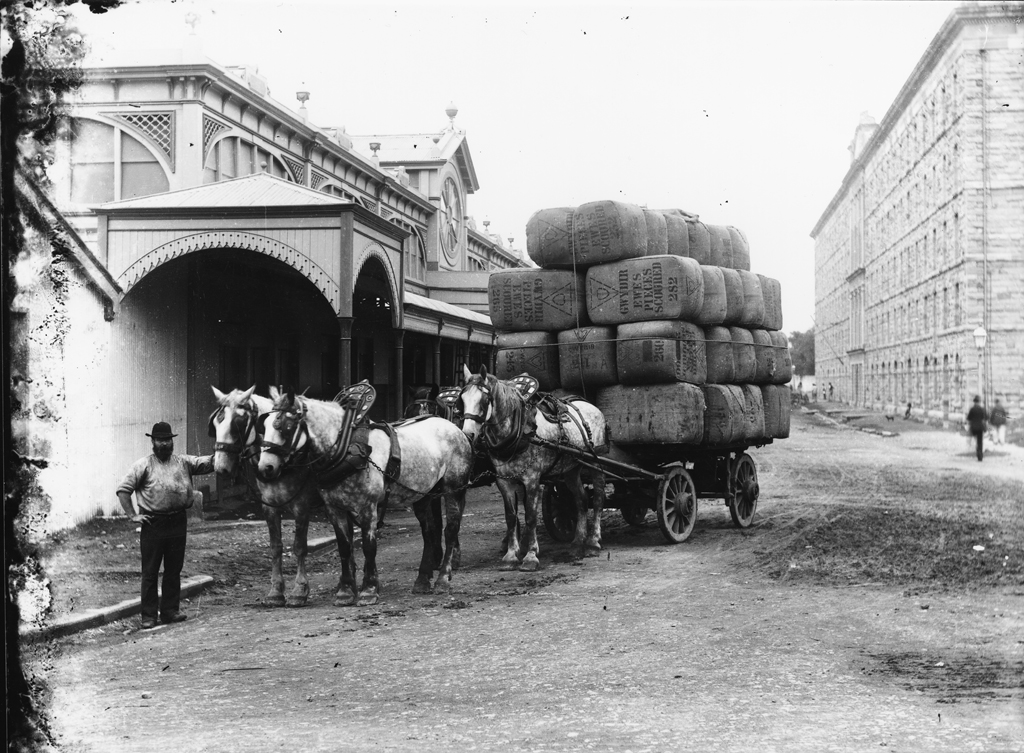
Тюки шерсти в магазине брокера в 1900 году.

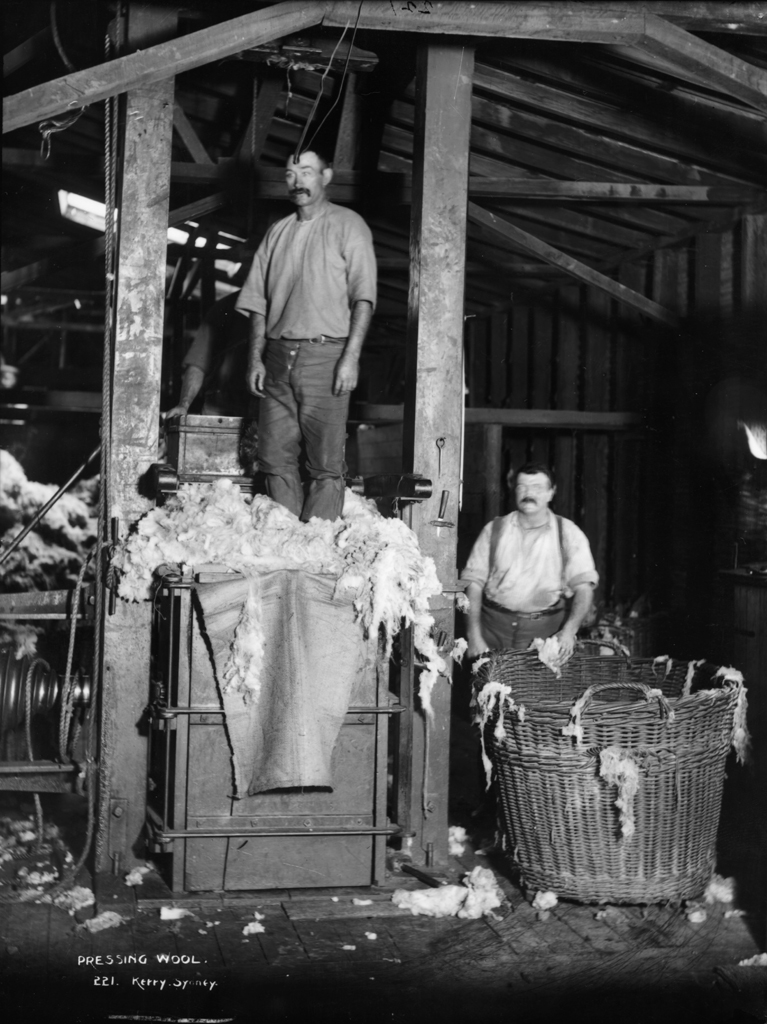
Ручной пресс для шерсти в действии, около 1900 года.

Очень ранние прессы для шерсти изготавливались из деревянных досок и имели проволочную лебёдку для сжатия шерсти, а также ящики, в которых шерсть трамбовалась в пачку. В конце XIX века различные формы деревянных прессов для шерсти стали стандартом. Наиболее популярными моделями были Koerstz и Ferrier. Koerstz был меньшим прессом, чем Ferrier. Пресс Ferrier производился по лицензии компанией Humble & Nicholson (позже Humble & Sons) из Джилонга (штат Виктория), и они продали 2000 прессов примерно с 1871 по 1918 год. Эти прессы были распространены по всей Австралии, но также отправлялись за границу в Новую Зеландию, Южную Америку и Северную Африку. Самым популярным прессом для шерсти в Новой Зеландии был пресс Donalds Wool Press, который производился по патенту. Также использовались стальные прессы для шерсти Ajax. Прессование шерсти с помощью ручного пресса для шерсти было тяжёлой, утомительной работой, которая требовала трамбовки шерсти в ящик, а затем дальнейшего прессования с помощью ручного рычага, приводимого в действие тросом. В настоящее время электрические самонабивные прессы для шерсти со встроенными весами внесли большой вклад в повышение производительности стригальных цехов.
Прессование и клеймение обычно выполняются прессовщиком шерсти в больших стригальных сараях. В небольших сараях прессование может выполняться шерсточесальщиком, обработчиком шерсти или владельцем овец. Прессовщик шерсти может выполнять совмещённые обязанности по прессованию шерсти и загону овец для стригалей. В последнем случае меньше прерывается поток шерсти через стол и в корзины для шерсти.
Классировщик шерсти следит за работой прессовщика шерсти во время всей стрижки. Прессовщик следит за тем, чтобы в пачке шерсти не было никаких загрязнений, прежде чем поместить её в пресс для шерсти и закрепить там. Затем он переносит шерсть из выбранного бункера, удаляя любые загрязнения, прежде чем поместить её в пресс.
Для заполнения тюка шерсти требуется около 60 очёсов, в зависимости от размера и возраста овец. Прессовщик закрывает тюк металлическими креплениями, после чего взвешивает тюк, если пресс не оснащен встроенными весами. Тюки должны весить от 110 кг до 204 кг. Если шерсть достаточно тонкая (менее 18,6 микрон), минимальный вес тюка может составлять 90 кг. Тюки весом менее 110 кг называются «баттом», а тюки весом более 204 кг не будут продаваться на аукционе без переупаковки за счет продавца. Максимальная длина тюка шерсти составляет 1,25 метра. Слишком длинные тюки могут создавать проблемы, связанные с чрезмерной шириной груза при транспортировке и хранении на складах брокеров. Прессовщик отвечает за заполнение книги шерсти и последующее клеймение тюка с указанием марки владельца, описания содержимого, номера и идентификатора классификатора шерсти.
Тюки шерсти перевозились на верблюдах, лошадях, в повозках с быками, на колёсных пароходах, лодках, а позже по железной дороге и на грузовиках.

## Упаковка шерсти
Упаковка шерсти практически не менялась на протяжении веков, за исключением того, что до начала использования синтетических волокон упаковки для шерсти изготавливались из джута. Джутовые упаковки (мешки) были относительно тяжёлыми, весом в несколько килограммов каждая. В 1960-х годах появились материалы из полипропилена и полиэтилена высокой плотности, которые использовались для упаковки тюков шерсти. Свободные волокна из этих упаковок приводили к загрязнению шерсти в тюках, в результате чего в Австралии на законодательном уровне была принята норма о том, чтобы для упаковки шерсти использовался нейлон. В Южной Африке были проведены испытания тканой бумаги, но в 1973 году их прекратили из-за низкой прочности при намокании и высокой стоимости. В настоящее время стандартные белые нейлоновые пакеты c шерстью имеют этикетку, размером 280 мм (11 дюймов), пришитую к верхнему клапану пакета с шерстью для указания марки фермы, описания шерсти, номера тюка, номера трафарета классировки и bin-кода.

## Назначение

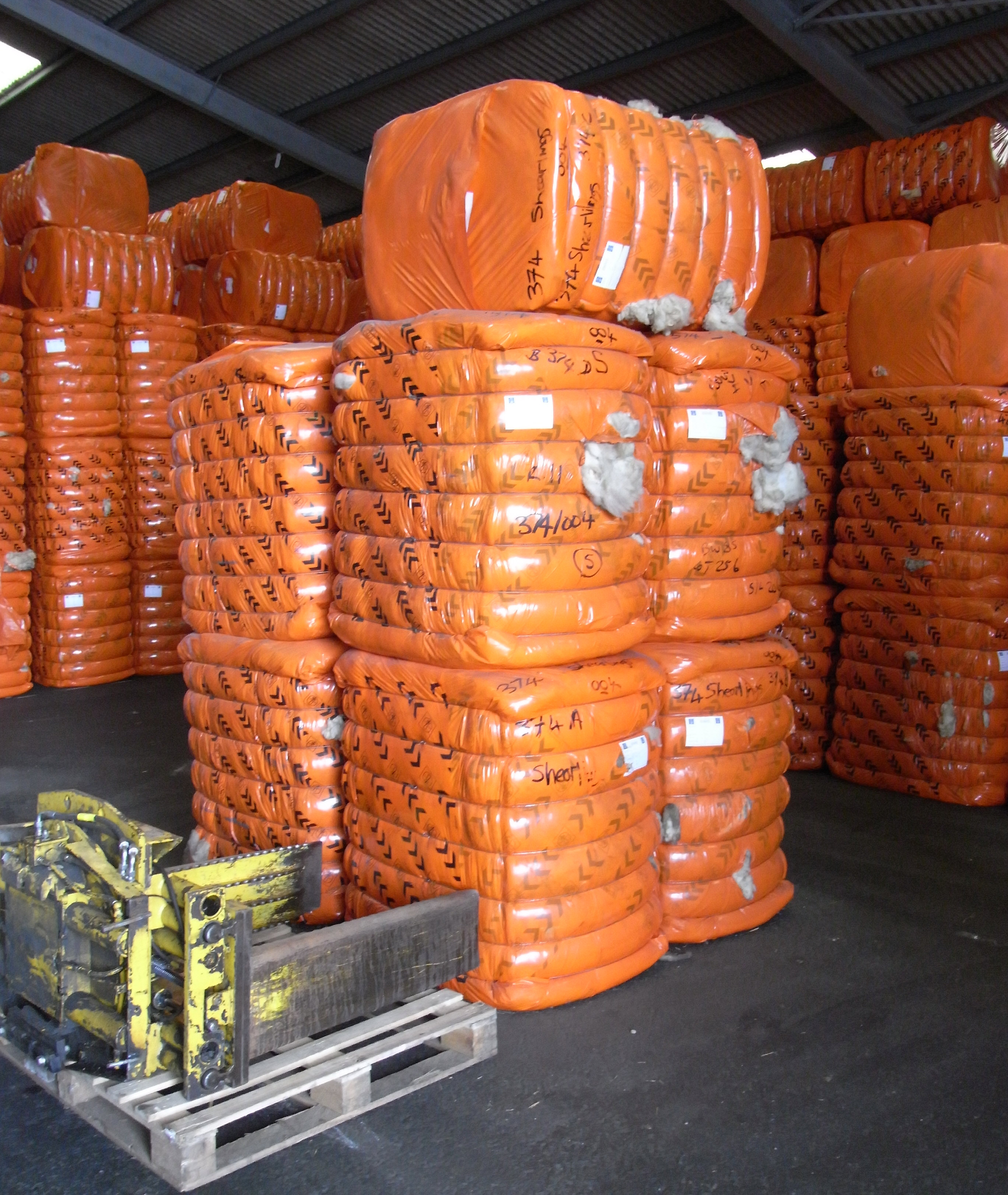
Тюки шерсти на фабрике Devon & Cornwall Wools Ltd, Саут-Молтон (Девон, Англия). Каждый тюк содержит 330 кг сортированной шерсти, завёрнутой в пластик и перевязанной проволокой. Размеры: 109 см x 71 см x 104 см

После стрижки на ферме шерстяное руно складывается в «листы», то есть большие мешки, содержащие около 20 рулонов шерсти в каждом. Эти листы громоздкие, но лёгкие (весом около 60 кг), и мелкому фермеру удобно перевозить их в местный центр сбора шерсти. Здесь они открываются для сортировки и сортируются по одному из нескольких десятков различных качеств, основанных на породе овец, которая диктует тонкость шерсти, и физическом состоянии шерсти, например, влажная, грязная или испачканная шерсть будет оценена низко.
После того, как достаточное количество шерсти определённого сорта заполнит сортировочный бункер, шерсть спрессовывается в тюк на упаковочной машине, в результате чего получается один тюк, эквивалентный по вместимости примерно 5,5 «листам» шерсти, весом 330 кг. Такие тюки наиболее экономичны для целей транспортировки, но требуют механизированного подъёмного оборудования.
Процесс сбора шерсти в Англии оставался неизменным на протяжении многих веков. Овцеводы привозили шерсть в местный пункт сбора, например, в Чиппинг-Камден для шерсти из Котсуолдса, где её сортировали, оплачивали, объединяли в тюки, продавали оптовикам и отправляли производителям. О существовании тюков в древние времена свидетельствует обычай английского лорда-канцлера сидеть на так называемом «мешке шерсти», с которого он председательствует в Палате лордов. Таким образом, это сиденье в действительности не является «мешком», в котором пастухи, вероятно, приносили около 20 рун, а скорее символизирует тюк шерсти, утоптанный ногами в помещении торговца.

## Продажа шерсти

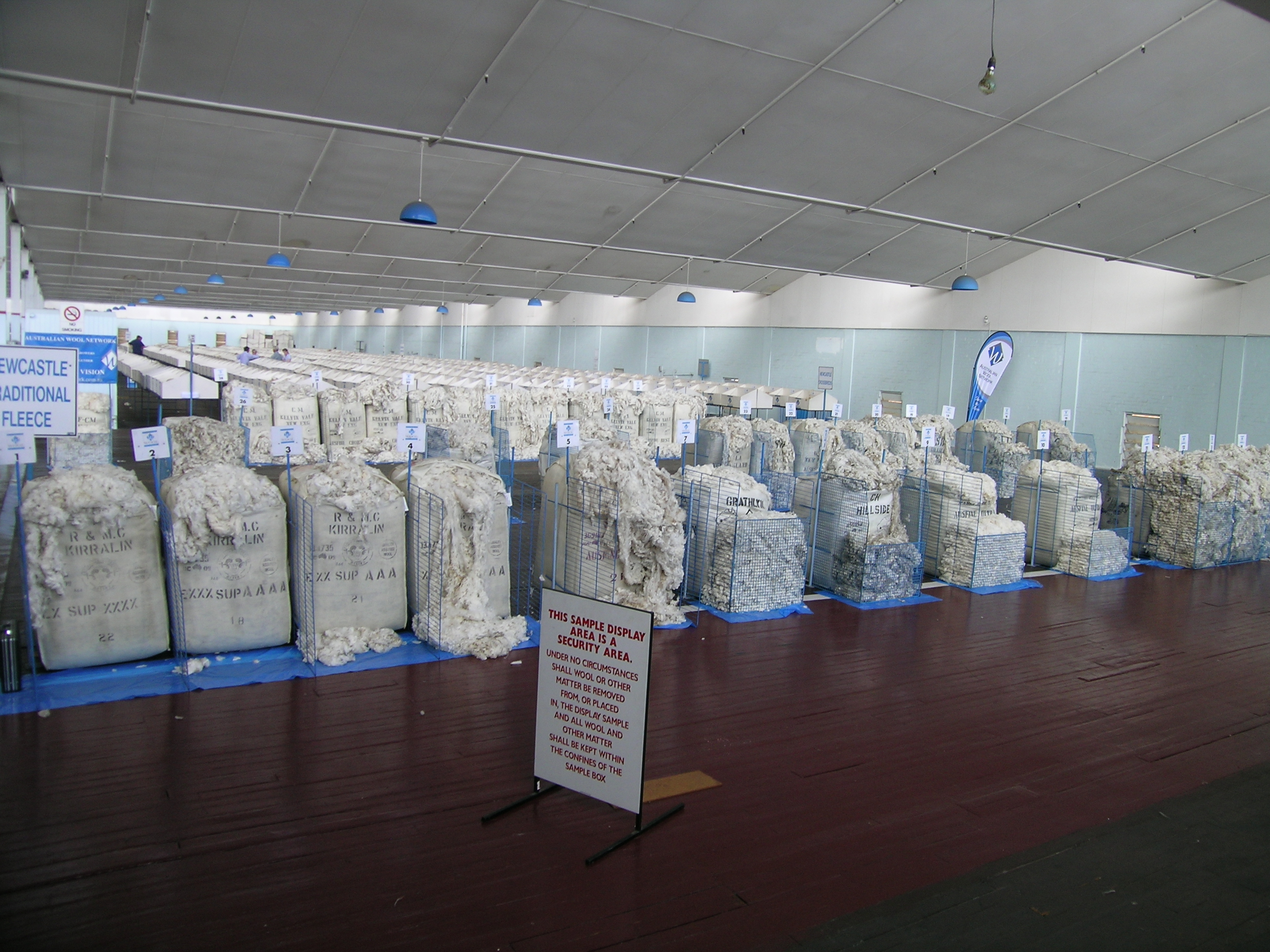
Шерсть на аукционе: традиционно выставленные тюки шерсти на переднем плане, образцы в коробках на заднем.

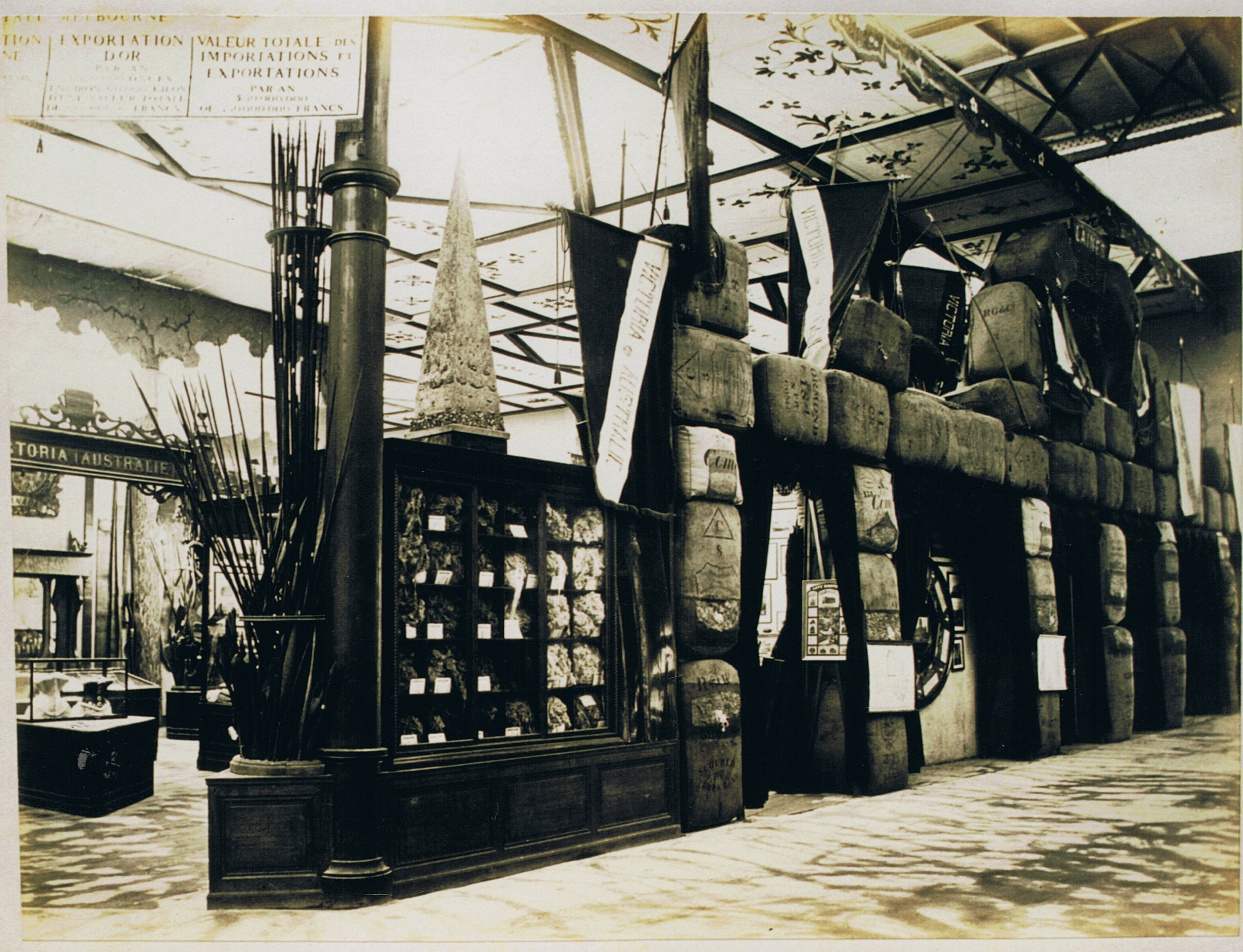
Тюки шерсти на Парижской выставке 1867 года, стенд штата Виктория (Австралия).

### Австралия
Большая часть австралийской шерсти продаётся на аукционах в Сиднее, Мельбурне и Фримантле, которые проводятся Австралийской биржей шерсти (AWEX). Известные австралийские бренды, такие как Merino & Co., используют услуги специалистов по шерсти из Австралийской сети шерсти, и славятся своим высоким качеством и заботой о выращивании и отборе шерсти в соответствии со строгими стандартами и спецификациями. Их продукция из мериносовой шерсти охватывает широкий спектр одежды, от мужского термобелья до зимних юбок из мериносовой шерсти. По всей Австралии работает около 80 брокеров и агентов.
После транспортировки по железной дороге или автотранспортом в магазин брокера, каждый тюк шерсти тщательно проверяется, чтобы убедиться, что шерсть соответствует отчёту классификатора. Затем тюк взвешивается весовщиками (этот вес отмечается на тюке, записывается и является основанием для выставления счета покупателям), а затем берётся проба сердцевины. Этот образец затем проверяется на толщину волоса, влажность и наличие примесей. Для продажи шерсти по образцам из каждого тюка отбирается минимум одна проба определённого веса, а из каждой партии — минимум 20 проб. Такие образцы часто традиционно выставляется рядом с тюками с оригинальной шерстью и результатами тестов. Шерсть, которая не продается по традиционной системе выкладки, направляется в различные части склада для укладки и хранения. Ведётся картотека с указанием местонахождения всех тюков, чтобы, когда подойдёт очередь их предложения, основанного на справедливом методе очередности поступления на склад, их можно было легко найти.
Программа продажи во всех центрах организуется, прежде всего, Национальным советом брокеров по продаже шерсти после консультаций с организациями покупателей. Позже комитеты штатов по распределению уточняют детали, такие как индивидуальные даты продажи и количество шерсти, предлагаемое каждым брокером в каждой серии продаж в соответствующих центрах.
Традиционно выставленные на полу тюки шерсти открываются для осмотра брокерами, покупателями и производителями шерсти. При продаже по лотам образцы выставляются в коробках по всему выставочному залу. Брокеры шерсти составляют каталоги, в которых перечисляются все тесты и другие детали каждой партии шерсти.
Брокеры также проводят оценку каждого лота, основанную на текущих рыночных ценах, которая используется производителями в качестве ориентира для последующего аукциона. Лоты продаются путем поочередной номинации каждого лота, который продается на открытом аукционе.
После продажи шерсти на аукционе кипы обычно «сваливают», то есть спрессовывают до более высокой плотности, сохраняя при этом первоначальный вид тюков шерсти, для отправки на зарубежные фабрики в контейнерах. Три тюка, которые были свалены и закреплены металлической лентой, известны как «трипак».